# Syllepte aureotinctalis
Syllepte aureotinctalis là một loài bướm đêm trong họ Crambidae.